# Kosmos 140
Kosmos 140 (tiếng Nga: Космос 140) là một chuyến bay không người lái của tàu vũ trụ Soyuz. Đây là chuyến bay thử nghiệm thứ ba của mẫu Soyuz 7K-OK, sau các thất bại trên quỹ đạo (Kosmos 133) và trong khi phóng (Soyuz 11A511) của hai tàu vũ trụ Soyuz đầu tiên.
Theo sau chuyến bay Kosmos 133 đã được lên kế hoạch cho ngày 14 tháng 12, nhưng nó đã kết thúc thảm khốc. Tại thời điểm cất cánh, Blok Một giai đoạn cốt lõi của tăng cường 11A57 được đốt cháy, nhưng thiếu các tên lửa dây đeo. Một lệnh ngừng hoạt động đã được gửi đi ngay lập tức và các phi hành đoàn bắt đầu di chuyển các tháp dịch vụ trở lại tại chỗ và xả các nguyên liệu của tên lửa đẩy. Nhiệm vụ này đã được hoàn thành cho giai đoạn cốt lõi và strap-on, và sau đó khoảng 30 phút sau khi khởi động, tháp thoát đột nhiên bùng cháy. Khí thải của nó khiến cho các thùng nhiên liệu đẩy thứ ba của Blok I bị quá nóng và nổ tung, giết chết một người trên mặt đất và làm hư hại Soyuz và các giai đoạn cốt lõi / dây đeo khiến nó không thể sửa chữa được nữa. LC-1 cũng bị hư hỏng nặng và mất một tháng để sửa chữa trong mùa đông lạnh giá của Kazakhstan mới có thể phục hồi để sử dụng. Lý do cho việc LES bị cháy được cho là một bộ hẹn giờ được kích hoạt do vòng quay của Trái Đất ảnh hưởng đến gói con quay hồi chuyển trong động cơ phóng tàu hoặc có lẽ một trong những tháp dịch vụ chạm vào nó.
Vào tháng 2 năm 1967, hệ thống tăng cường dự phòng và phi thuyền được thiết lập tại LC-1 và nhiệm vụ được lên kế hoạch để phóng lên quỹ đạo.
Tàu vũ trụ bị vấn đề kiểm soát độ cao và tiêu thụ nhiên liệu quá mức trong quỹ đạo, nhưng vẫn kiểm soát được. Một thử nghiệm đổi hướng trên quỹ đạo thứ 22 vẫn cho thấy vấn đề với hệ thống điều khiển. Nó bị trục trặc một lần nữa trong quá trình trang bị bổ sung, dẫn đến độ rơi nhanh hơn hơn so với kế hoạch trở lại bầu khí quyển và một lỗ thủng rộng 300 mm (12 in) trong tấm chắn nhiệt đã bị đốt cháy.